# Castiglion Balzetti
Castiglion Balzetti è un castello nella riserva naturale Alto Merse, nel comune di Sovicille, in provincia di Siena.

## Storia
Viene citato per la prima volta negli statuti senesi del 1262, sotto il nome del suo proprietario, l'agostiniano Baldino Balzetti, ma può aver avuto facilmente origine anche prima, in quanto si trova in una zona ricca di ferro, e di corsi d'acqua, le Colline Metallifere. Nei primi anni del XIV secolo, dall'antica famiglia degli Scotti, una compagnia mercantile piuttosto orientata alle attività metallurgiche, come a Montieri, diviene proprietà della potente famiglia senese dei Saracini, arricchendosi di coltivazioni e vigneti. A quel tempo la struttura fortificata occupava la sommità di un piccolo paese, dedito all'attività mineraria e metallurgica, similarmente a Montarrenti. Nei pressi, sul torrente Ricausa, è attestato sugli estimi che esistesse un impianto idraulico, chiamato "edificium", probabilmente a quel tempo una fucina, attrezzata con un maglio, mosso dall'energia idraulica, ma si può rilevare come sia in corso proprio in quel tempo una concentrazione dell'attività siderurgica in più grandi ferriere: i boschi attorno, per una grande estensione, come lo stesso edificio, e il paese di Castiglioni stesso, sono interamente nelle mani di una società imprenditoriale, divisa in quote, per buona parte possedute da ricchi cittadini senesi, ma anche da residenti nei pressi. L'impianto delle ferriere sul fiume Merse ha determinato l'esubero di gran parte della forza lavoro impiegata in precedenza, inoltre nel corso del trecento il distretto della Val di Merse viene ripetutamente devastato. Le ricorrenti scorrerie delle compagnie di ventura rendono le attività imprenditoriali sempre più insicure, e l'economia senese si orienta massicciamente verso la rendita agricola. Alla fine della guerra di Siena, il paese finì per andare in decadenza, e fu abbandonato,  salvo l'insediamento signorile sommitale, che venne addirittura trasformato in podere. Fu ceduto sul finire dell'Ottocento, con la vicina tenuta di Spannocchia, dalla famiglia Spannocchi a Delfino Cinelli, che da ricco imprenditore si trasformò in scrittore, e sul soprannome di questo luogo, Castiglion che Dio sol sa scrisse l'omonimo romanzo; dopo aver tentato la riapertura di un'antica miniera di galena argentifera, alla sua morte donò il bene storico allo Stato, e recenti restauri del castello ne hanno salvato la parte centrale, un grosso mastio in pietra a forma rettangolare che presenta finestre ad arco romanico. Ad esso, addossati alle mura, sono collegati edifici più recenti, un forno, una cappella, una cisterna per l'acqua e probabilmente dei depositi e stalle. Sul lato meridionale delle mura che delimitano il cortile si trova l'ingresso principale al castello, oggi chiuso da un cancello, sormontato da un arco a tutto sesto in pietra, e difeso da piombatoi.